# Ou de Fabergé

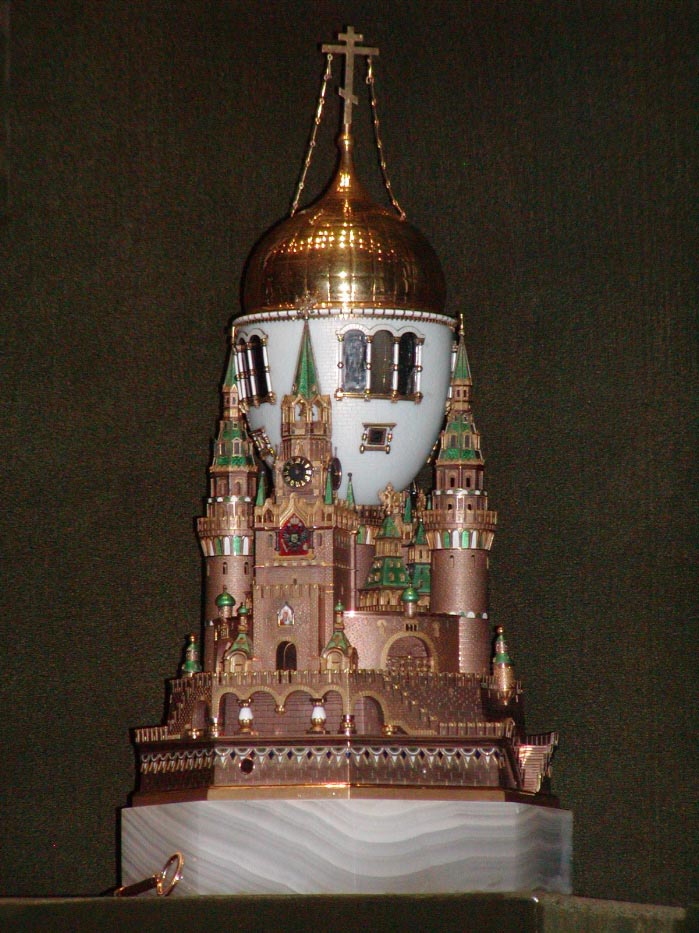
L'Ou Fabergé Moscou Kremlin del 1906.

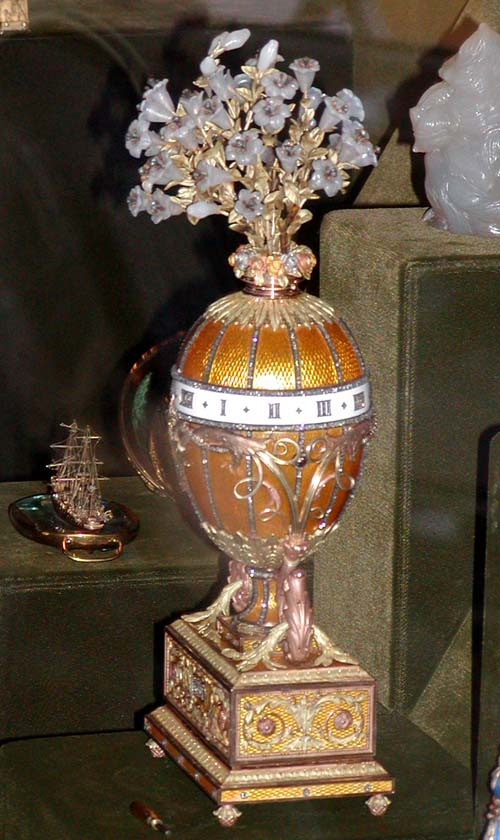
Ram de lliris (Ou rellotge)

Un Ou de Fabergé és una de les milers de joies en forma d'ou creades per la casa Fabergé des del 1885 fins a 1917. La majoria eren miniatures que van ser populars com a regal durant la Pasqua cristiana. Es podien enganxar a una cadena per al coll o bé anar sols o en grup.
Els ous Fabergé més famosos i més grossos van ser produïts per al tsars de Rússia Alexandre III i Nicolau II. Dels 50 que es van fer n'han sobreviscut 42. Dos ous anomenats Constellation i Bedoll de Carèlia van ser planificats per a 1918, però no arribaren a ser lliurats.
Set grans ous es van fer per la família Kelch de Moscou.
Els ous estaven fets de metalls nobles o pedres dures decorades amb combinacions d'esmalt vitri i gemmes. El terme "Ou de Fabergé" va esdevenir sinònim de luxe i els ous vistos com a obres mestres de l'art de la joieria.

## Història
El tsar Alexandre III va decidir regalar a la seva esposa l'emperadriu Maria Ferodovna un ou de Pasqua el 1885.
Els anys següents el tsar va encarregar més ous a Carl Fabergé amb l'única condició que cadascun dels ous havia de tenir una sorpresa. El fill del tsar va continuar demanant ous Fabergé fins al triomf de la Revolució soviètica de 1917.
A més Fabergé va fer aquestes grans joies per a selectes clients com la duquessa de Marlborough, la família Nobel, els Rothschilds i els Iusupovs. Entre ells la sèrie feta per a l'industrial Alexander Kelch.

## Galeria d'imatges

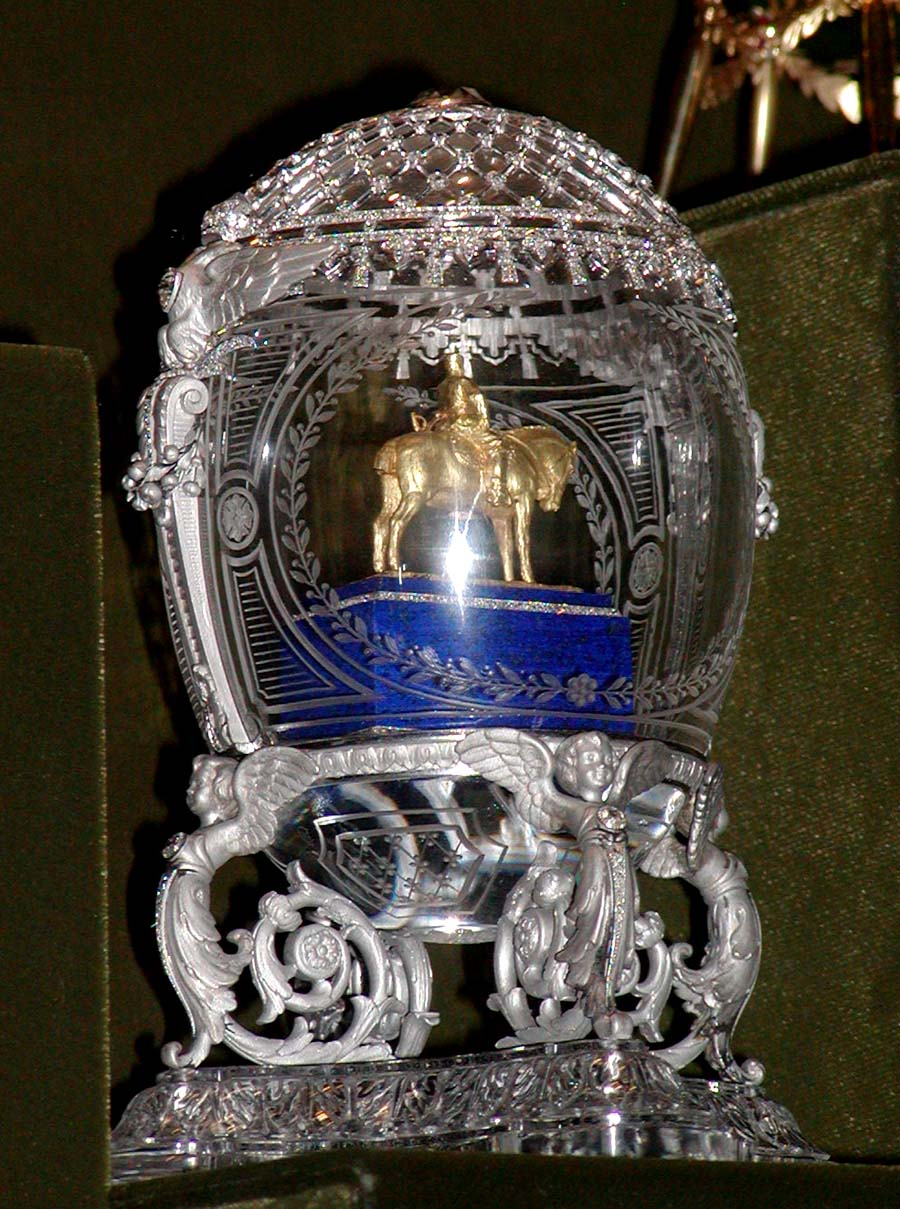
'Alexandre III Equestre'
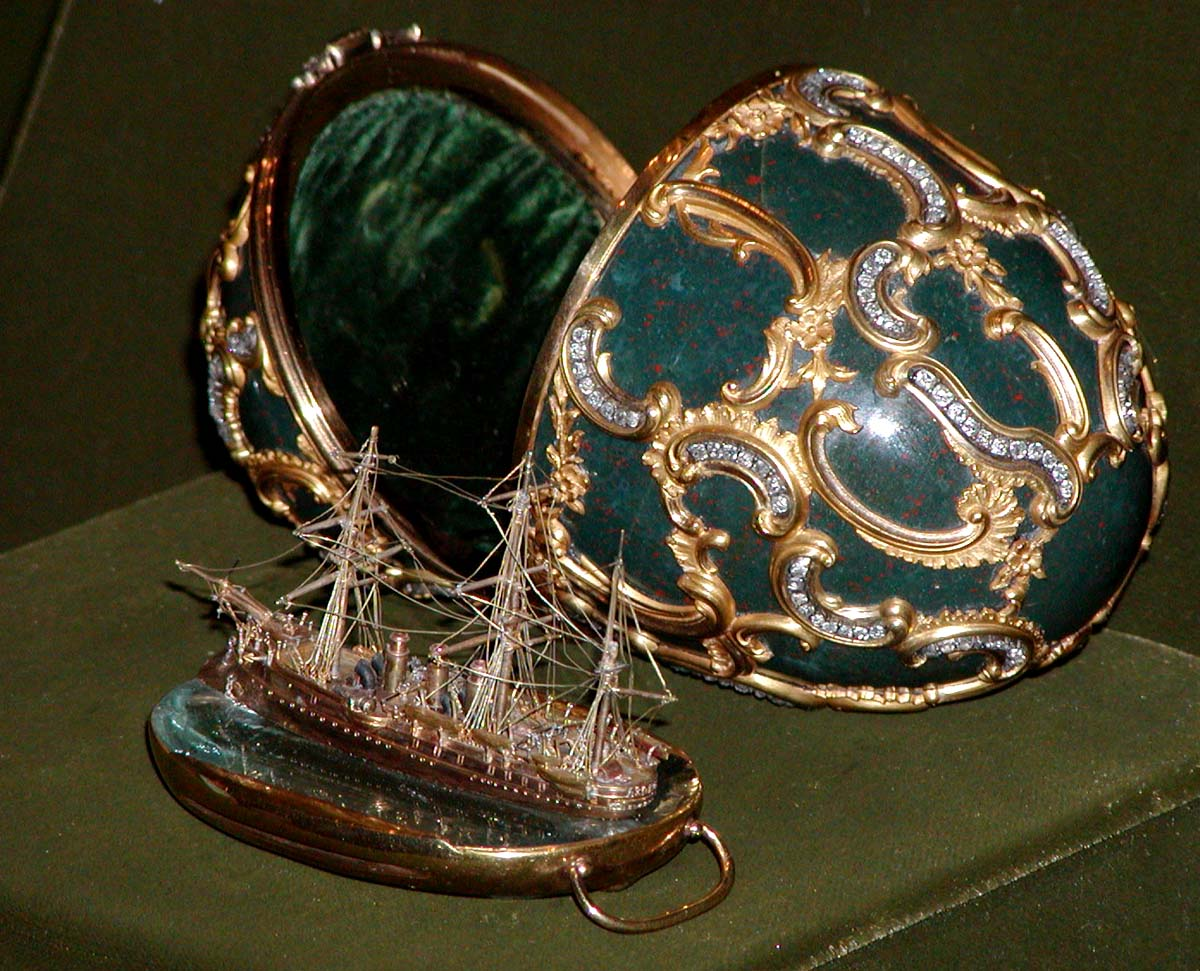
Memòria d'Azov
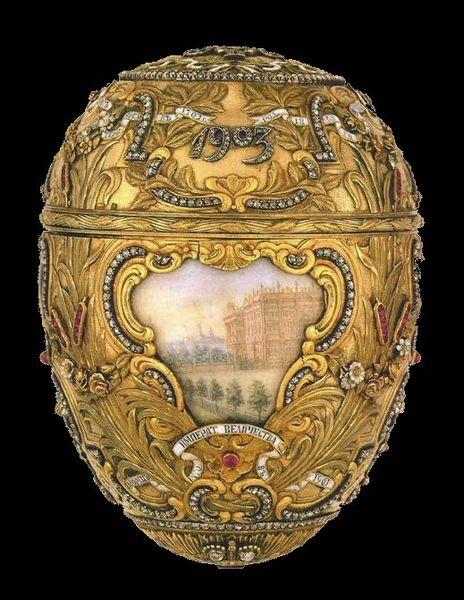
Pere el Gran